# Federico Román
Federico Román Calderón (* 21. Februar 1875 in Chulumani im Departamento de La Paz; † 1. Juni 1943 in der Provinz Chapare) war ein bolivianischer General, der in den 1930er Jahren in den Streitkräften Boliviens unter Präsident Daniel Salamanca Urey diente.

## Acre-Krieg
Román nahm als Oberst an den Kämpfen der Armee gegen die selbsternannte Republik Acre teil. Das Gebiet ging schließlich für Bolivien verloren; im Vertrag von Petrópolis wurde das Gebiet im Jahr 1903 Brasilien zugeschlagen, es ist heute der brasilianische Bundesstaat Acre.

## Chacokrieg

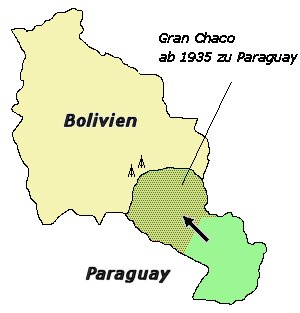
Der Chacokrieg 1932–1935

General Federico Román war neben dem späteren bolivianische Präsidenten Germán Busch maßgeblich daran beteiligt, dass der heute noch bolivianische Teil des Chaco im Chacokrieg (1932–1935) gegen Paraguay erschlossen und verteidigt wurde.

## Auszeichnungen
Zu Ehren von Federico Román trägt heute die Provinz Federico Román im nordöstlichen Teil des Departamento Pando seinen Namen. Auch der Ort Villa General Román im Departamento Cochabamba sowie zahlreiche Straßen und Plätze in ganz Bolivien wurden nach ihm benannt.